# Pachycheles susanae
Pachycheles susanae is een tienpotigensoort uit de familie van de Porcellanidae. De wetenschappelijke naam van de soort is voor het eerst geldig gepubliceerd in 1974 door Gore & Abele.